# Bewegungsparcours

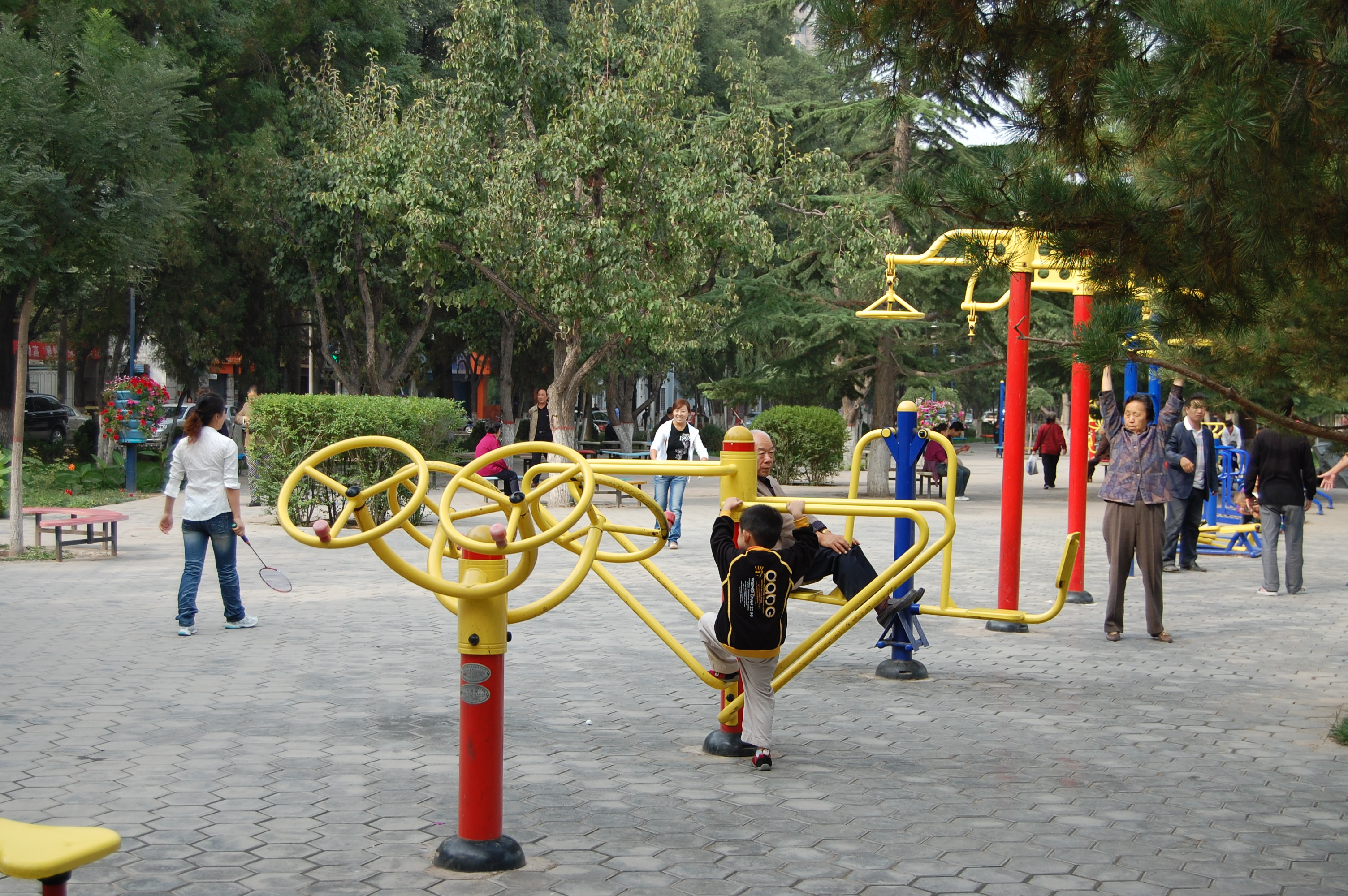
Bewegungsspielplatz für Jung und Alt in Lanzhou (China)

Ein Bewegungsparcours (auch Seniorenspielplatz, Mehrgenerationenplatz oder Bewegungspark, manchmal jeweils auch mit dem Namenszusatz für Senioren oder für alle Generationen) ist ein Freizeitangebot mit Elementen eines Trimm-Dich-Pfads (Schweiz: Vitaparcours) und Spielplatzes. Die Anlagen werden oft in Form mehrerer aufeinander abgestimmter Installationen im öffentlichen Raum gestaltet und ergänzen als integraler Bestandteil von Parks oder Grünanlagen das übrige öffentliche Freizeitangebot. Sie sind speziell auf Aktivitäten älterer Menschen ausgerichtet mit entsprechend konzipierten Spiel- bzw. Trainingsgeräten.

## Begriffsdiskussion
Der aus dem Französischen stammende Begriff Parcours [ˌparˈkuːr] (von fr. parcourir: ablaufen, durchlaufen) fand ursprünglich vor allem im Reitsport, später auch im Hundesport Verwendung. Er bezeichnete allgemein eine Strecke mit vorbereiteten Hindernissen, die es zu bewältigen galt.
Der alte, zutreffendere Begriff „Seniorenspielplatz“ wird heute häufig nur noch als Arbeitstitel bei der Einrichtung der Plätze verwendet, da hierbei Assoziationen mit Kinderspielplätzen, mit Sandkasten oder Rutsche, geweckt werden. Der ursprüngliche Begriff veranschaulicht jedoch den Gedanken, einen abgegrenzten Bereich im öffentlichen Raum mit seniorengerechten Bewegungsgeräten zur aktiven Freizeitgestaltung auszustatten, durch den Vergleich mit einem Kinderspielplatz besonders gut. Es gibt weitere Bezeichnungen dafür, beispielsweise Senioren-Aktivitäten-Platz, Bewegungsplatz, Bewegungs-Parcours (für Senioren / Mehrgenerationen). Diese Namen tragen der Entwicklung Rechnung, dass auch Enkelkinder oder Menschen mittleren Alters im Rahmen ihrer Freizeitaktivitäten dort vorhandene Angebote nutzen und auch nutzen sollen.

## Ursprung

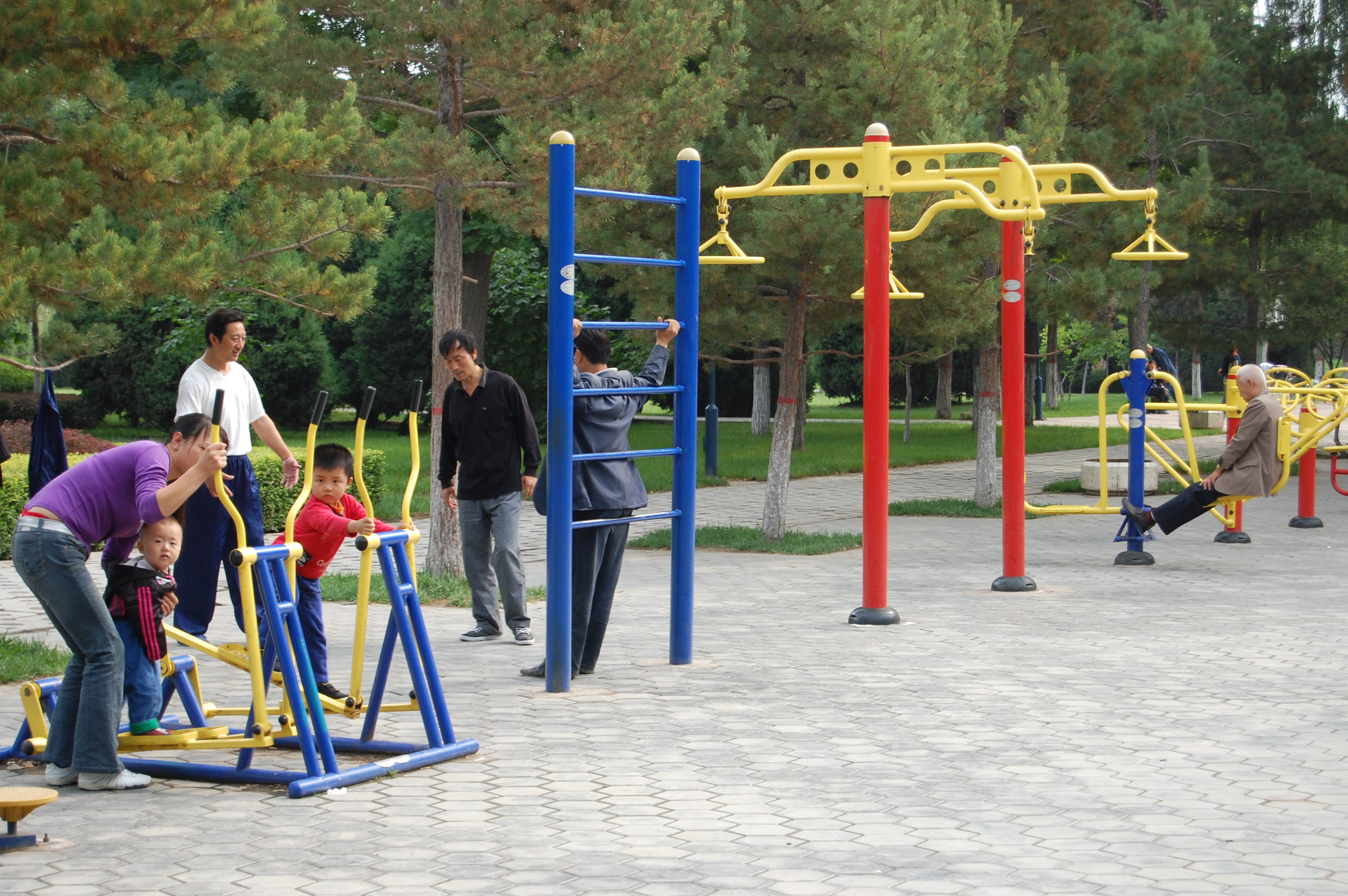
Bewegungsspielplatz für Jung und Alt in Lanzhou (China)

Die Idee, älteren Menschen auf öffentlichen Grünflächen eine Gelegenheit zu sportlicher Betätigung zu bieten, existiert in der Volksrepublik China seit längerem. Dort wurden bereits vor über 20 Jahren Bewegungsanlagen („Fitnessparks“) im Außenbereich für Erwachsene eingerichtet, um sie zu ermutigen, im Geist der Traditionellen Chinesischen Medizin gemeinsam ihre Körper zu trainieren. Insbesondere ältere Menschen interessierten sich für die verschiedenen Sport- und Entspannungsangebote. Mittlerweile gehören diese Parks in China fest zum Stadtbild. Besucher aller Altersgruppen treffen sich hier zu sportlich-spielerischer Betätigung.

## Verbreitung und Konzepte in Deutschland
Dieses Konzept gelangte Ende der 1990er Jahre auch nach Deutschland. Im Jahr 1999 öffnete die erste deutsche Anlage eines Seniorenspielplatzes im niedersächsischen Schöningen ihre Tore. Es folgten weitere Plätze u. a. in Berlin (Preußenpark) und Nürnberg, teilweise mit anderen Bezeichnungen (Aktionparcours oder auch „Garten der Generationen“). Mittlerweile wird in fast allen deutschen Großstädten über den Bau von Bewegungsplätzen, die speziell Senioren ansprechen sollen, nachgedacht, darunter in Hamburg und München.

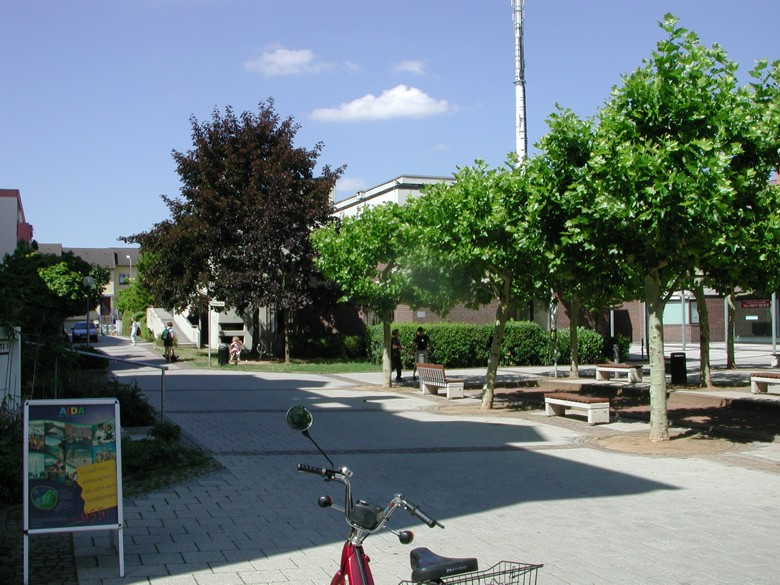
Boule und Schach unter Platanen, Puiseauxplatz in Rodgau

Das Konzept eines Seniorenspielplatzes besteht aus motorischen Fitnessangeboten in Außenanlagen unter Berücksichtigung der besonderen Fähigkeiten und Defizite von älteren Menschen. Das Angebot beinhaltet daher speziell konstruierte Sport- bzw. Trainingsgeräte beispielsweise zum Beintraining oder zur Gleichgewichtsschulung. Hinzu kommen verschiedene Freizeitangebote wie zum Beispiel Bocciabahnen oder Schachfelder. Die einzelnen Sportmöglichkeiten und Angebote der Parks variieren stark. Berücksichtigung findet dabei die Lage der Anlage etwa im Einzugsbereich eines Seniorenzentrums (eventuell auf eigenem Grundstück), eines Klinikums, im Stadtzentrum oder in einer Parkanlage (auch Kurpark eines Kurortes). Einige Einrichtungen sind mit Kinderspielplätzen vereint. 
Seniorenspielplätze stehen den von Sportvereinen oder Volkshochschulen angebotenen Sport- und Fitnessangeboten für Senioren gegenüber, die meist in Sporthallen stattfinden und selten kostenfrei und spontan besucht werden können. Daneben gibt es vielfach Anlagen, die mehr Treffpunkt als Fitness-Einrichtung sind. Sie bieten neben schattigen Ruheplätzen im Freien beispielsweise einen Bouleplatz und Freiluftschach (vgl. Bild Puiseauxplatz in Rodgau).
Die Stadtverwaltungen versuchen, der steigenden Bedeutung von Freizeitangeboten auch für Senioren durch die Einrichtung von Seniorenspielplätzen Rechnung zu tragen. Ähnlich dem Mehrgenerationenhaus sollen auch durch die Seniorenspielplätze generationsübergreifende Aktivitäten gefördert und zusätzliche Begegnungsorte für Jung und Alt geschaffen werden.

## Bewegungsparcours als Testinstrument
Unter anderer Zielsetzung hat sich die Form des Bewegungsparcours bereits viel früher, seit der Mitte des 20. Jahrhunderts, als wissenschaftliches Testinstrument etabliert. So wird etwa der Wiener Koordinationsparcours seit den 1960er Jahren zur Messung der Beweglichkeit und Koordinationsfähigkeit der Studienbewerber bei den Eignungsprüfungen zum Sportstudium an Universitäten oder Sportgymnasien eingesetzt. Im Unterschied zu den Seniorenspielplätzen handelt es sich hier jedoch nicht um einen Spielplatz zum Spielen und zu Fitnessübungen für Kinder oder Senioren, sondern um ein wissenschaftliches Prüfinstrument mit normierten Anforderungen und der Möglichkeit einer differenzierten Leistungsanalyse. Weitere Bewegungsparcours testen etwa spezifische technische Fertigkeiten in den Sportspielen oder dem Gerätturnen.